# Norr-Abborrtjärnen (Ragunda socken, Jämtland)
Norr-Abborrtjärnen är en sjö i Ragunda kommun i Jämtland och ingår i Indalsälvens huvudavrinningsområde.